# Terapie pentru crimă
Terapie pentru crimă este un film românesc independent de comedie și thriller din 2013 scris și regizat de Kiki Vasilescu. Rolurile principale au fost interpretate de actorii Claudia Pavel (Cream), Cătălin Ciurdar și Vlad Corbeanu. În 2014 a fost novelizat de Bogdan Hrib și Kiki Vasilescu.

## Distribuție
Distribuția filmului este alcătuită din:
- Andrei Luțu — Al doilea copil
- Maria Dogaru — Biciclista
- Alin Zăbrăuțeanu — Primul jucător de baschet
- Vlad Corbeanu — Grigg
- Alin Popa — Al doilea golan
- Eduard Cârlan — Cerșetor
- Eugeniu Cosma — Primul golan
- Darius Pasăre — Primul copil
- Cătălin Stelian — Consultant financiar
- Cătălin Ciurdar — Ucigașul plătit
- Dragoș Antonie — Dacosta
- Claudia Pavel (Cream) — Matilde
- Claudia Croitoru — Secretara
- Oana Tofan — Vecina speriată
- Sabina Brândușe — Mama din parc
- George Constantinescu — psihologul
- Albert Raigoso — Cuplul de pe strada
- Bogdan Drumea — Al doilea jucător de baschet
- Luana Mitu — Cuplul de pe stradă
- Mihai Ionescu — Jucător de baschet
- Robert Radoveanu — Mr. Berti
- Valentin Paraschiv — Șoferul de taxi

## Producție
Filmările au avut loc în București, în luna iulie 2011,  în Centrul Vechi al Bucureștiului, Piața Universității, cheiul Dâmboviței, Parcul Tineretului. Producția filmului a durat 40 de zile. 
A avut un buget de 200.000 de dolari americani.

## Primire
Filmul a fost vizionat de 431 de spectatori în cinematografele din România, după cum atestă o situație a numărului de spectatori înregistrat de filmele românești de la data premierei și până la data de 31 decembrie 2014 alcătuită de Centrul Național al Cinematografiei.